# Братское (Каменской район)
Бра́тское (укр. Братське) — село Каменского района Днепропетровской области Украины. Входит в Верхнеднепровскую городскую общину. До реформы 2020 года входил в Новониколаевский поселковый совет Верхнеднепровского района.
Код КОАТУУ — 1221055801. Население по переписи 2001 года составляло 362 человека.

## Географическое положение
Село Братское находится на расстоянии в 0,5 км от пгт Новониколаевка и село Чепино.
Рядом проходит автомобильная дорога Т-0429 и
железная дорога, станция Новониколаевка в 1,5 км.